# باغ تشاوشي
باغ تشاوشي هي قرية في مقاطعة ساوجبلاغ، إيران. يقدر عدد سكانها بـ 0 نسمة بحسب إحصاء 2016.